# Кац, Максим Евгеньевич
Макси́м Евге́ньевич Кац (род. 23 декабря 1984, Москва) —  российский политик, урбанист, избирательный политтехнолог, писатель, публицист и видеоблогер общественно-политической тематики.
Изначально получил известность в 2011 году, когда начал свою нестандартную кампанию по избранию в местное самоуправление в Москве. В 2012—2016 годах — депутат III созыва муниципального собрания района Щукино от партии «Яблоко». В 2012 году был избран в Координационный совет оппозиции. В качестве политтехнолога управлял избирательными кампаниями Алексея Навального (2013), Дмитрия Гудкова (2016), Дарьи Бесединой (2019) и Анастасии Брюхановой (2019, 2021).
Первый и единственный официальный чемпион России по спортивному покеру (2007).
В 2012 году совместно с Ильёй Варламовым запустил урбанистический фонд «Городские проекты».
На своём YouTube-канале размещает видео на политические и общественные темы, имея 2 370 000 подписчиков и более миллиарда просмотров на ноябрь 2024 года.

## Биография
Когда Кацу было восемь лет, его семья репатриировалась в Израиль, поселилась в Гиватаиме, при этом все летние каникулы Кац проводил в Москве у бабушки — Герусалины Кузьминичны (1937—2023). Вернулся в Россию в 17 лет, одним из мотивов был призывной возраст.
Позднее[когда?]

 Кац, по собственным словам, ездил к ведущим мировым специалистам по городскому планированию в Данию, чтобы брать частные уроки и консультации за свой счёт. Также он профессионально играл в покер в московских и иностранных казино, где стал победителем турнира в Лас-Вегасе по категории Hold’em (Без лимита) в мировой серии покера, который неофициально считается чемпионатом мира. В 2007 году Кац стал первым и единственным официальным чемпионом России по спортивному покеру.
В 2010 году Кац учредил первый в стране бэкинговый фонд для инвестиций в других молодых перспективных игроков со всего мира, путём оплаты им вступительных взносов для их участия в покерных коммерческих турнирах и получения заранее оговорённого процента из их призовой выплаты в случае выигрышей турниров этими молодыми игроками. Создание данного фонда было названо одним из десяти главных событий года в покере сайтом Sports.ru.
В марте и апреле 2014 года Кац совместно с журналистом Александром Белановским вёл передачу «Городские проспекты» на радио «Эхо Москвы».
В 2016 году оказался среди тринадцати россиян, получивших стипендию Чивнинг правительства Великобритании. Стипендия позволяет пройти обучения в магистратуре британского университета лицам, обладающим лидерскими способностями в разных областях. Кац поступил в магистратуру Университета Глазго на факультет социальных и политических наук по специальности «Государственная и городская политика» и завершил обучение в ноябре 2017 года. По утверждению самого Каца, он свободно владеет русским, английским и ивритом.
После начала вторжения России на Украину покинул страну и переехал в Израиль. В 2014 году сообщалось, что у Каца есть израильское гражданство, препятствовавшее участию в выборах в России, однако его представитель это отрицал. Позднее депутат от Единой России Евгений Фёдоров обратился по этому поводу в СК России с требованием возбудить уголовное дело, однако дело возбуждено не было. По данным источника «Новой газеты», на тот момент процедура отказа от гражданства Кацем не была доведена до конца, в связи с чем он находился в армейском розыске в Израиле.
22 июля 2022 года Минюст России внёс Каца в список физических лиц-«иностранных агентов».
4 октября 2022 года украинский сайт «Миротворец» включил Каца в свою базу лиц, угрожающих национальной безопасности страны «за пропаганду российского шовинизма».
29 октября 2022 года МВД России объявило Каца в федеральный розыск, при этом статья, по которой он объявлен в розыск, на сайте МВД указана не была. Как утверждал сам Кац, о своём уголовном преследовании он узнал ещё за пару месяцев до розыска, когда запросил справку об отсутствии судимости. По его словам, уголовное дело заведено из-за его видео о резне в Буче.
5 декабря 2022 года Хорошевский районный суд Москвы заочно оштрафовал Каца на 15 тысяч рублей за несоблюдение так называемого «иноагентского» законодательства. Это был первый случай, когда физическое лицо оштрафовали по данной статье КоАП.
23 марта 2023 года Басманный суд Москвы заочно арестовал Каца за распространение «фейков» о российской армии. 23 августа 2023 года гособвинение запросило 10 лет колонии общего режима с пятилетним запретом на администрирование сайтов. Это был первый случай, когда прокуратура запросила максимальный срок по данной статье. На следующий день Кац был заочно приговорён Басманным судом Москвы к 8 годам колонии общего режима с запретом администрировать сайты в течение 4 лет. 16 апреля 2024 года Московский городской суд утвердил заочный приговор.
В мае 2023 года получил степень магистра в университете Тель-Авива, завершив обучение по программе подготовки директоров школ. По словам самого Каца, он выбрал данное направление, чтобы лучше понимать систему образования, про которую до этого он знал недостаточно.

## Фонд «Городские проекты»
В 2012 году совместно с Ильёй Варламовым запустил фонд содействия развитию городов «Городские проекты», в котором Кац занимал должность директора. Будучи муниципальным депутатом московского района Щукино, проводил исследование проблемных зон и при поддержке жителей добился, в частности, установки лавочек и детских площадок. Другая инициатива Каца по оснащению обогревателями остановок общественного транспорта в Щукине не была поддержана Мосгортрансом, хотя «Городские проекты» заявили, что сами готовы закупить оборудование.

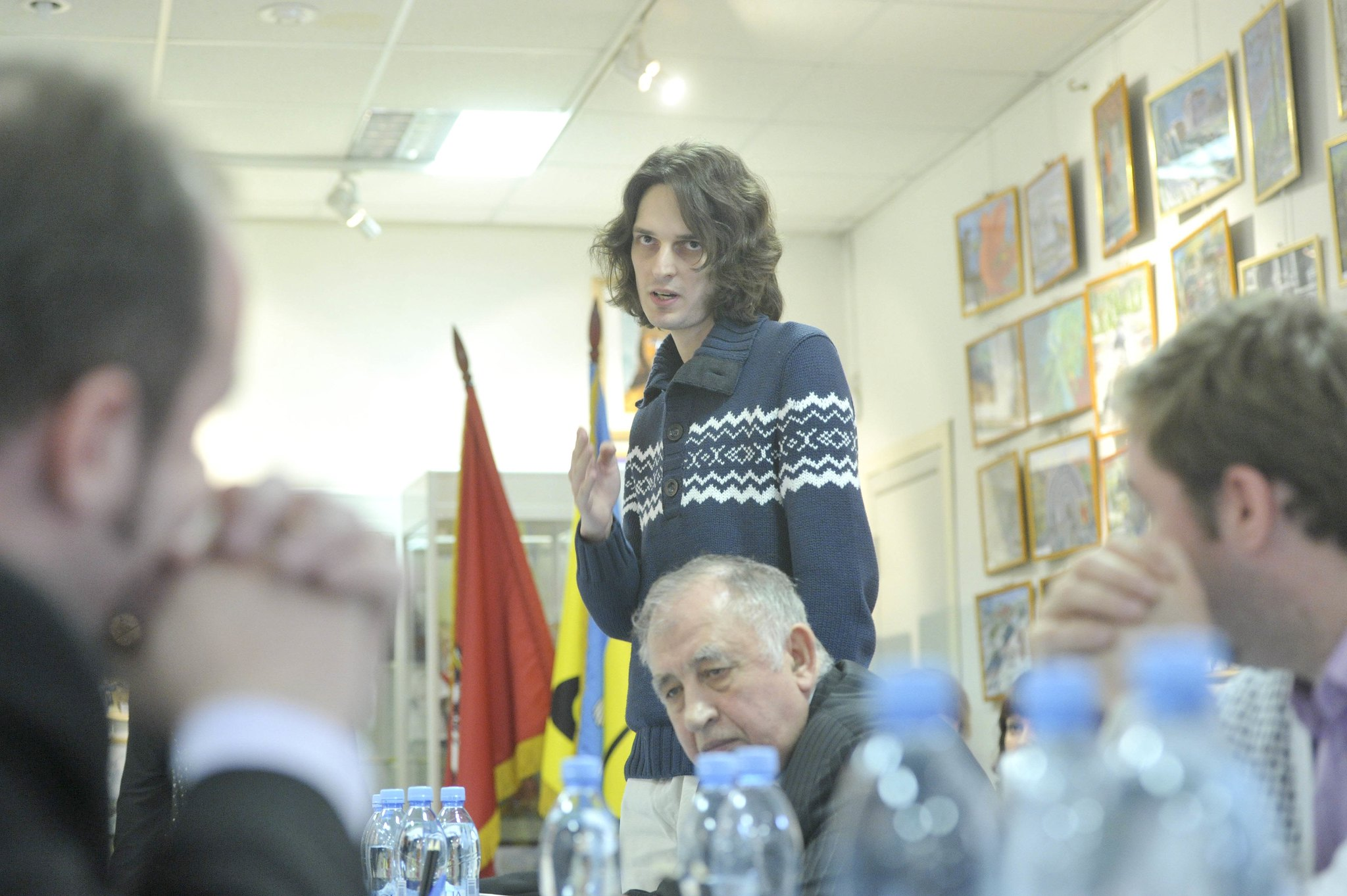
Кац на заседании муниципального Собрания в Щукине, 2012 год

Позже 2011 года в Москве стали появляться парковочные разметки на тротуарах, после чего в 2012 году Кац вместе с Ильёй Варламовым провели исследование Тверской улицы и выпустили буклет с визуализированными данными о том, как 340 припаркованных машин на Тверской мешают проходу 100 000 человек в сутки, то есть 99 % пеших пользователей пространства используют лишь одну третью часть тротуара, а его две трети было занято припаркованными на тротуаре машинами. Исследование было передано в мэрию, после чего парковку на Тверской моментально запретили. После 2012 года мэрия Москвы стала запрещать парковку на тротуарах по всему городу.
В 2012 году Кац и Варламов провели исследование по влиянию турникетов на общественный транспорт, результаты которого показали, что из-за турникетов общественный транспорт Москвы ездит на 15 % медленнее, а в развитых странах более эффективно работают штрафы. Предложения Максима Каца были направлены в департамент транспорта. В 2018 году турникеты в наземном транспорте в Москве были отменены.

В 2012 году «Городские проекты» и Кац добились назначения и приняли участие в организации нового открытого конкурса на лучшую схему линий московского метро, участвовать в котором мог любой желающий. Среди 35 конкурсантов победила «Студия Артемия Лебедева».

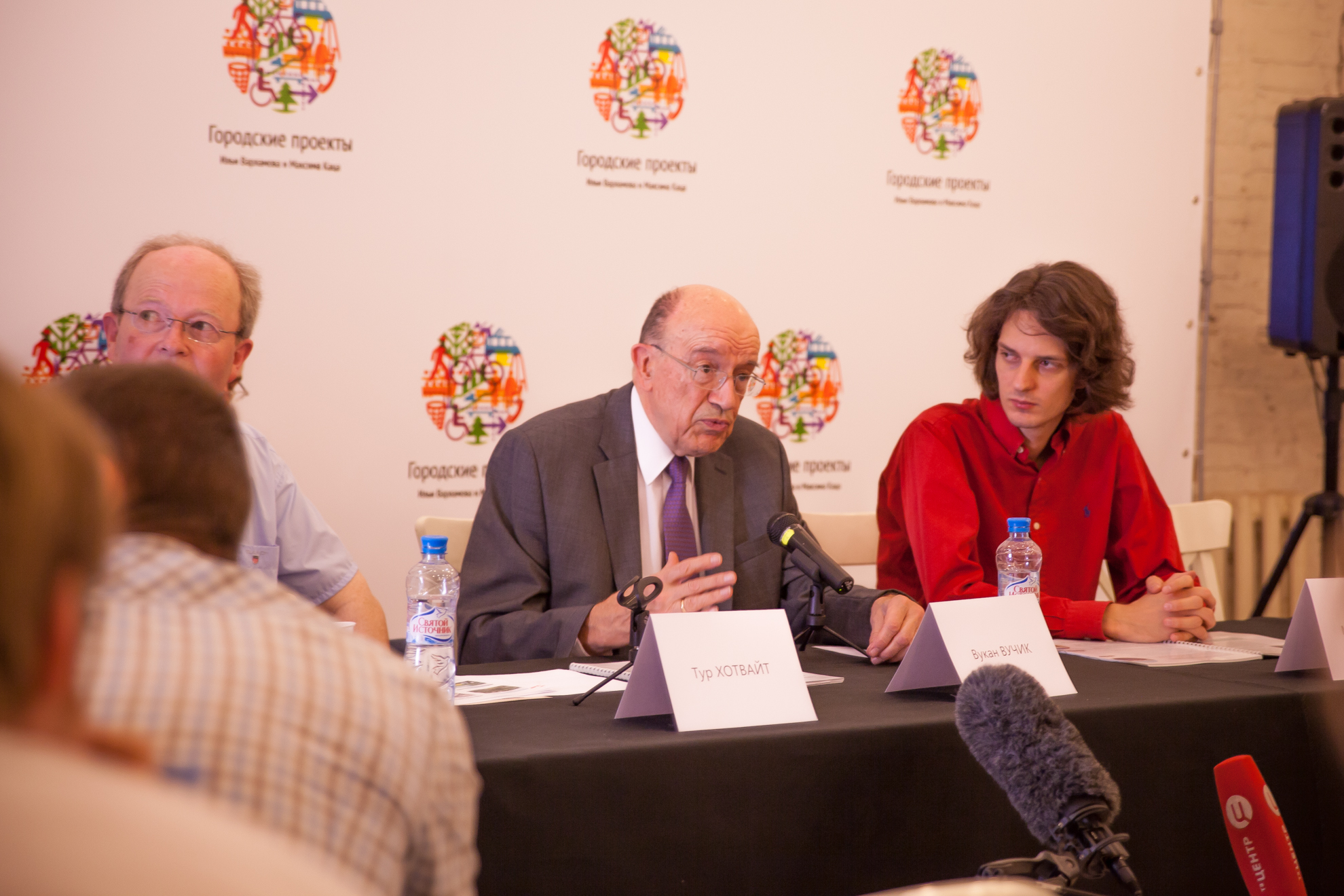
Максим Кац и Вукан Вучик на презентации доклада о транспортной политике Москвы

В 2013 году по приглашению Максима Каца в Москву приехали транспортные эксперты из США, Норвегии и Франции, включая Вукана Вучика. Эксперты раскритиковали и предложили московским властям пересмотреть два крупных дорожных проекта (реконструкции Ленинского проспекта и строительства Северо-Западной хорды), которые только ухудшили бы, по их мнению, дорожную ситуацию. В результате проект по реконструкции Ленинского проспекта был отложен.

В 2013 году Кац вместе с Ильёй Варламовым организовали митинг на Триумфальной площади, требуя отменить результаты ранее объявленного тендера на реконструкцию площади и провести открытый архитектурный конкурс. Тендер отменили и объявили открытый конкурс. По результатам этого конкурса площадь приобрела современный вид.

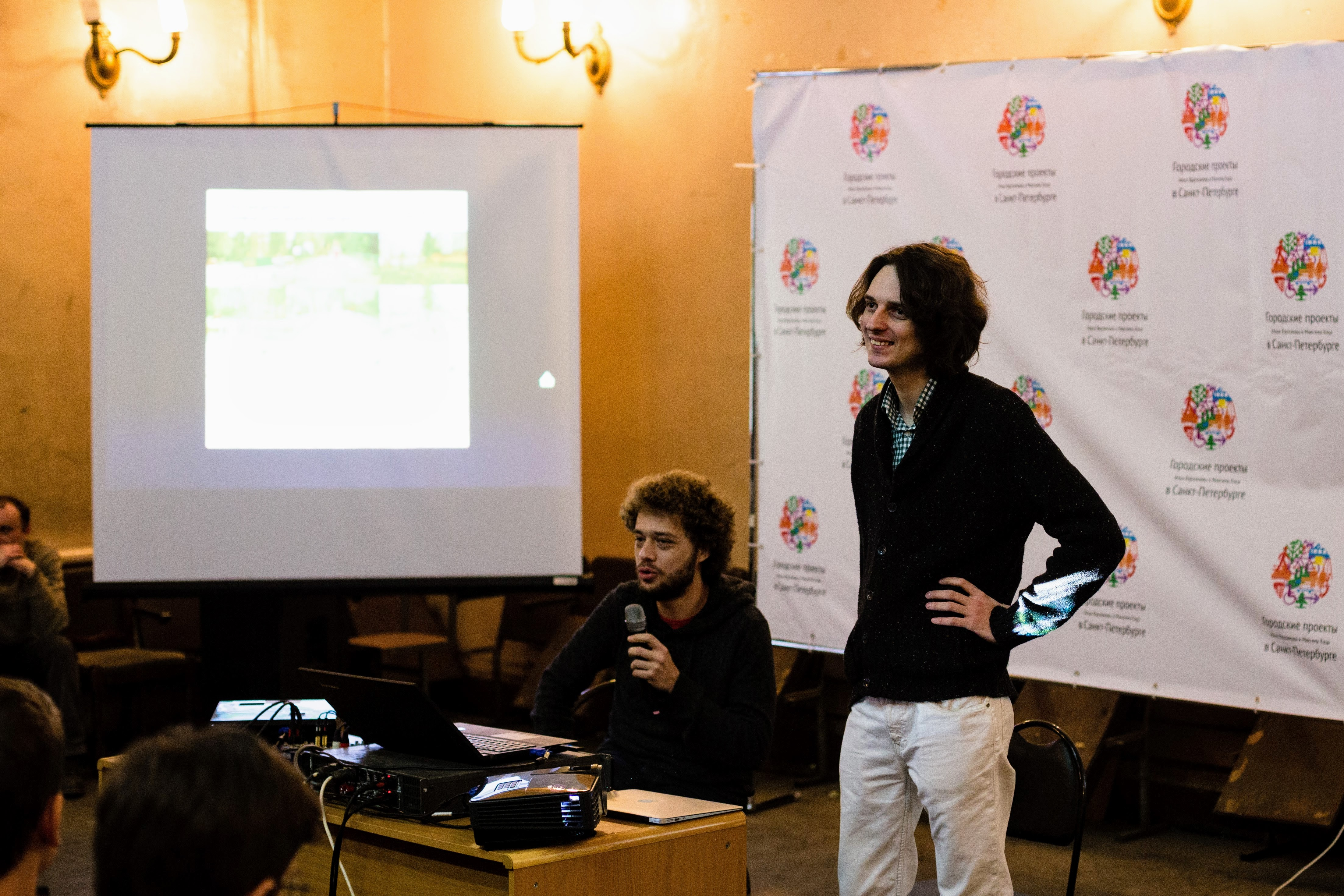
Кац и Илья Варламов на церемонии открытия отделения Городских проектов в Санкт-Петербурге

В 2014 году Кац и Варламов открыли филиал «Городских проектов» в Санкт-Петербурге. «Городские проекты» предложили новую схему движения ночных автобусов, новую систему тарифов общественного транспорта и предложили вернуть трамвайное движение на Литейный проспект.
В 2019 году Кац и Варламов запустили онлайн-штаб по преображению Петербурга и предложили восемнадцать проектов изменения улиц, скверов и площадей города. Для реализации этих проектов петербуржцам было предложено участвовать в муниципальных выборах. Политик был назначен в избирательный штаб «Городских проектов» и партии «Яблоко» в Санкт-Петербурге.
В 2014 году Кац запустил проект, который показывает и рассказывает, чем вредны надземные и подземные переходы. Проект утверждает, что безопасность таких переходов — это миф, который не подтверждается статистически, а маломобильные граждане, которые составляют 30 % населения, испытывают особенные сложности при использовании переходов, что провоцирует их переходить дорогу по проезжей части и просто создаёт некомфортную городскую среду.
В 2016 году Кац развернул информационную кампанию в защиту московских троллейбусов. За несколько месяцев было собрано около 17 тыс. подписей москвичей в пользу данного вида электротранспорта. Однако мэрия постепенно ликвидировала практически все маршруты (оставив один музейно-исторический), пустив по ним автобусы и электробусы.
25 августа 2020 года троллейбусное движение было полностью прекращено (остался один кольцевой односторонний так называемый  «музейный маршрут Т» между Казанским вокзалом на Комсомольской площади и реконструируемым Музеем транспорта Москвы в Гараже на Новорязанской улице), а по маршрутам троллейбусов запущены автобусы и электробусы.
Кац подвергал критике внедрение электробусов, которыми заменили троллейбусы. Также «Городскими проектами» было проведено исследование, которое показало, что, в противовес заявлениям властей, троллейбусы дешевле электробусов. Кац называл электробусы «PR-линией обороны», которой мэрия прикрывает сокращение троллейбусов. С таким мнением согласился урбанист Вукан Вучик.
Замена троллейбусов на электробусы приведет к тому, что по Москве снова будут ходить одни дизели, и мы будем дышать их выхлопом.Максим Кац
По состоянию на 2024 год в Москве работает около 1800 электробусов, они составляют четверть парка подвижного состава «Мосгортранса».
В 2017 году Городские проекты запустили кампанию по снижению смертности на российских дорогах «Ноль смертей», вдохновившись опытом шведской программы Vision Zero. В 2019 году после проведённых исследований был выпущен и разослан в мэрию, ГИБДД, профильные структуры, депутатам региональных и федерального парламента, доклад о мерах по снижению аварий путём снижения скорости водителей любыми средствами. В феврале 2020 заместитель руководителя ЦОДД Москвы Артур Шахбазян озвучил планы по внедрению концепции «нулевой смертности» и тех мер, которые продвигались командой Максима Каца, в том числе повышение штрафов за превышение скорости, что обсуждалось также на федеральном уровне.

## Правозащитная деятельность
В 2012 году после массовых задержаний на акциях протеста против фальсификации выборов, Кац вместе с другими политиками открыл «Штаб помощи задержанным» (позднее получивший название «РосУзник») — правозащитный проект, целью которого был сбор средств на помощь людям оказавшимся после митингов в ОВД и спецприёмниках, главным образом для найма адвокатов. По словам координатора Сергея Власова, проект бы не запустился без поддержки Каца, поскольку он предоставил под офис помещение на Пушкинской улице, а также выделил сумму в 300 тысяч рублей на оплату адвокатов. Со слов Каца, на проект был собран в общей сложности миллион рублей.
Ещё один проект был создан командой Каца в феврале 2021 года в связи с задержаниями на акциях протеста в поддержку Алексея Навального. Проект помог людям, задержанным на акциях протеста. Люди присылали деньги напрямую задержанным для уплаты штрафа, причём размер компенсации Кац предложил сделать в размере 150 % от суммы штрафа.
Также, по словам Каца, за каждые сутки, проведённые за решёткой (под арестом), каждому задержанному перечислялось 4000 рублей.
«Это примерно в 3 раза больше, чем получает средний полицейский в отделах, где этих задержанных содержат. Это большая компенсация»Максим Кац
14 марта 2021 года Кац объявил о закрытии проекта после того как было собрано 26,79 млн рублей на помощь 1028 людям.
В январе 2024 года участники музыкальной группы «Би-2» были арестованы в Таиланде из-за отсутствия необходимой для проведения концерта лицензии. Власти страны планировали их депортацию в Россию (предположительно, по причине подкупа со стороны консульства РФ), где их ожидало уголовное преследование за поддержку Украины. В результате операции по освобождению с участием Каца, и в значительной степени благодаря содействию консула Израиля, музыкантов удалось вывезти на территорию этой страны, причём не только тех из них, кто сам имел гражданство Израиля, а всех задержанных.
14 мая 2024 года Кац объявил о создании проекта «Разместим». Цель проекта — поиск добровольцев, готовых предоставить жильё россиянам, желающим уехать из прифронтовой зоны. Желающие предоставить жильё, как и нуждающиеся в нём, находят друг друга с помощью специального Телеграм-бота и Телеграм-канала проекта. Все объявления проходят ручную проверку. На 5 июля 2024 «Разместим» получил 282 заявки и опубликовал 220 объявлений, 167 от готовых предоставить и 53 от желающих найти жилье.
После прорыва ВСУ в Курской области информацию о проекте «Разместим» опубликовали музыкант Noize MC, интервьюер Юрий Дудь и журналистка Катерина Гордеева. Координатор проекта утверждает, что с 6 августа было получено около 300 заявок, из которых 80 % — предложения о размещении.

## Политическая деятельность

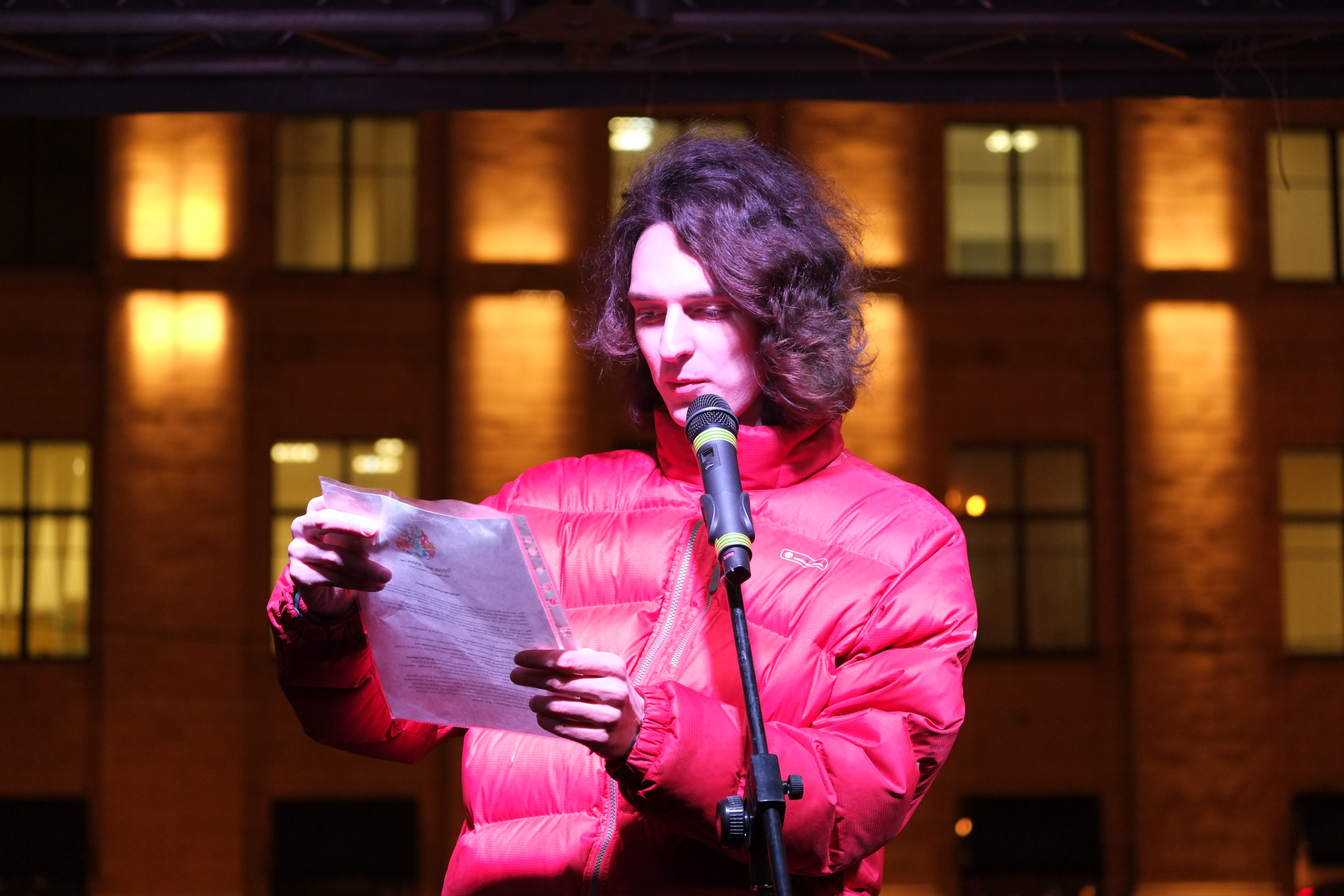
Кац зачитывает резолюцию митинга, организованного Городскими проектами 28 ноября 2013 года, против непродуманной реконструкции Триумфальной площади

В ходе путешествий по различным городам мира Кац заинтересовавшись проблемами урбанистики и городского планирования прошёл стажировку в датском бюро Gehl Architects.
Желая реализовать на практике свои взгляды на развитие городов России, Кац принял решение заняться политической деятельностью и в качестве старта своей политической карьеры принял участие в выборах депутатов муниципального собрания муниципального образования Москвы Щукино от партии «Яблоко». Избирательная кампания Каца удостоилась внимания многих СМИ, а его нестандартная агитационная листовка вызвала значительный ажиотаж в социальных сетях. В ходе состоявшегося 4 марта 2012 голосования Кац занял четвёртое место, что обеспечило ему должность депутата в муниципальном собрании.
Кац принял участие в акциях протеста против фальсификации выборов и был одним из выступавших на митинге 10 марта 2012 года. Вместе с другими политиками организовал сбор средств на оплату адвокатов задержанным на акциях, проект, известный как «Штаб помощи задержанным».
В октябре 2012 года был избран в Координационный совет оппозиции. 27 мая 2013 года заявил о выходе из совета, объяснив своё решение тем, что в него вошли люди со слишком разными взглядами.
Будучи муниципальным депутатом, Кац взаимодействовал с членами правительства Москвы, в том числе с вице-мэром по вопросам транспорта Максимом Ликсутовым и вице-мэром по вопросам ЖКХ и благоустройству Петром Бирюковым.
В октябре 2013 года заявил о готовности баллотироваться в депутаты Московской городской Думы в 2014 году. Кампания велась на краудфандинг, пожертвования составляли от 500 до 100 000 рублей. Одним из крупных спонсоров кампании Каца выступил Александр Винокуров, на момент событий владелец телеканала «Дождь» и издания «Slon». После трёхнедельного сбора 5850 подписей, был зарегистрирован кандидатом в 5-м избирательном округе (районы Щукино, Хорошёво-Мнёвники, Филёвский Парк). На прошедших 14 сентября 2014 года выборах ему не удалось победить. Кац занял третье место (22,99 % голосов), победил же Олег Сорока, выдвинутый партией Единая Россия и набравший 32,55 % голосов.
В 2014 году на фоне событий на Украине запустил проект «Антипропаганда — анализ новостей», в рамках которого на различных интернет-площадках размещал анализ выпусков новостей российского телевидения на предмет недостоверных сведений.
Через месяц после убийства Бориса Немцова, после того как власти решили ликвидировать мемориал на месте его гибели, помог с восстановлением мемориала, сначала лично привозя туда цветы сразу после ликвидации, а затем организовав проект, который давал возможность заказать цветы на место убийства из любой точки страны, чтобы волонтёры возложили их на мемориал.

### Партия «Яблоко» (2016—2020)
В 2016 году Кац был принят в партию «Яблоко». По призыву Каца не менее 328 человек подали заявления о вступлении в партию. Эти действия вызвали негативную реакцию занимавшего на тот момент пост председателя московского отделения партии Сергея Митрохина, который назвал происходящее «рейдерским захватом». В результате более 110 человек получили отказ в приёме в партию из-за «политической несамостоятельности».

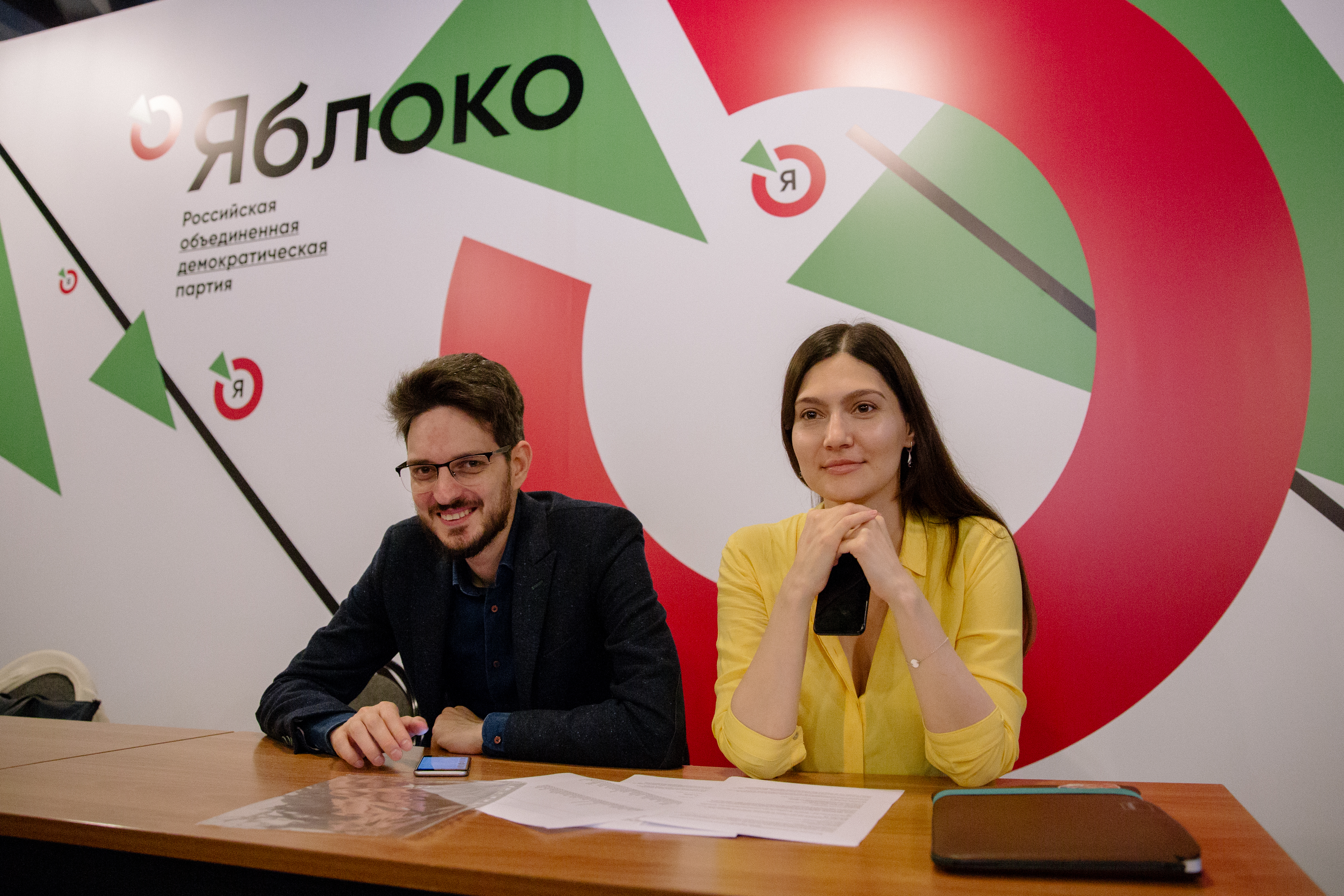
Кац со своей женой Екатериной Патюлиной на мероприятии в партии Яблоко в 2017 году

7 февраля 2017 года Кац был исключён из партии «Яблоко» в соответствии с решением регионального совета партии за нанесение политического ущерба. Летом 2017 года руководя штабом кампании «Объединённые демократы» Кац способствовал избранию 177 муниципальных депутатов от «Яблока» в Москве, что сделало её второй партией в городе по количеству муниципальных депутатов.
13 апреля 2018 года решение об исключении из партии было отменено федеральным бюро партии. При этом Сергей Митрохин заявил, что взгляды Каца не совпадают со взглядами партии, например, «он требует сбавить градус критики московских властей, безоговорочно поддерживает ряд их проектов». 1 декабря 2018 года Кац был избран председателем местного отделения «Яблока» в Северо-Западном округе Москвы.
В 2019 году руководил штабом партии «Яблоко» на выборах в Санкт-Петербурге. В результате кампании муниципальными депутатами стали 99 представителей партии, хотя ранее у партии не было муниципальных депутатов в Петербурге.
11 февраля 2020 года появилась информация о недовольстве сторонников Максима Каца процедурами, принятыми для избрания руководящих органов партии, а также о возможном скором повторном исключении Каца из «Яблока». В дальнейшем данная информация была опровергнута руководителем московского отделения «Яблока» Сергеем Иваненко. 21 февраля 2020 года решением федерального бюро повторно исключён из «Яблока» вместе с пятнадцатью своими сторонниками по обвинению в «презрительном отношении к оппонентам» и «попытке организовать секту». По мнению бюро, Кац пытался попасть в руководство столичного отделения «Яблока», включив в его состав сотни своих сторонников. После этого Кац заявил о планах по созданию урбанистической фракции в «Яблоке» и намерении возглавить партию. В мае 2020 года Кац заявил о планах убедить партию поддержать ряд отобранных им молодых кандидатов на выборах в Госдуму в 2021 году. В июле 2020 года зампред партии Кирилл Гончаров обвинил Каца в лоббировании интересов троллейбусных производителей, что наносило бы репутационный ущерб «Яблоку». Позже состоялись дебаты Гончарова и Каца в эфире радиостанции «Эхо Москвы».

### Управление избирательными кампаниями

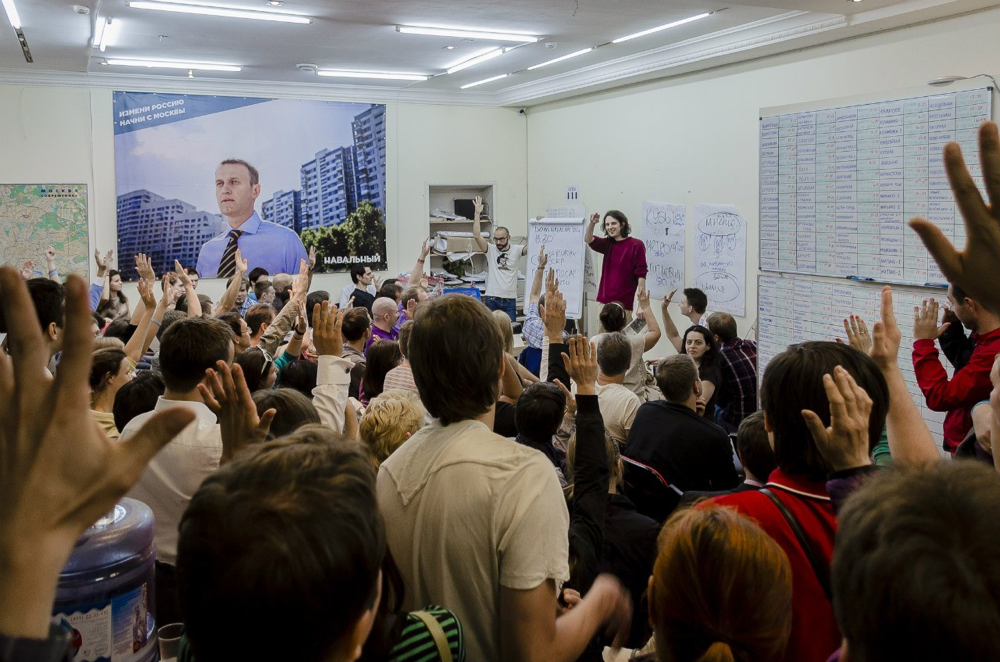
Кац проводит тренинг в штабе Навального, 30 августа 2013

В 2012 году Кац был одним из руководителей избирательного штаба Ильи Варламова на выборах мэра Омска. Варламов снялся с гонки когда не смог собрать нужное количество подписей для выдвижения.
В 2013 году — заместитель руководителя избирательного штаба Алексея Навального на выборах мэра Москвы, занимался установкой «кубов» и организацией встреч Навального с избирателями. Навальный занял второе место на выборах мэра Москвы 2013 года, получив 27 % голосов избирателей и уступив Сергею Собянину.
В 2015 вошёл в федеральный совет партии Гражданская инициатива, возглавив предвыборный штаб партии на выборах в Калужскую областную думу. Избирком Калужской области забраковал 100 % подписей, собранных в поддержку списка «Гражданской инициативы». По словам Каца, это случилось из-за неточности в должности лидера партии Андрея Нечаева: в подписных листах говорилось, что он — член партии, тогда как он занимал пост председателя.
В 2016 году руководил избирательным штабом депутата Госдумы VI созыва Дмитрия Гудкова, который на выборах 18 сентября в Государственную Думу выдвинулся по Тушинскому избирательному округу от партии «Яблоко». В ходе избирательной кампании Кац создал онлайн-платформу для ведения избирательной кампании которая удостоилась премии ассоциации американских политконсультантов Pollie Award в номинации Digital/Internet — Foreign Language. 18 сентября Гудков с 20,4 % голосов проиграл выборы своему главному сопернику — бывшему главному санитарному врачу России Геннадию Онищенко, который набрал 26,04 %.

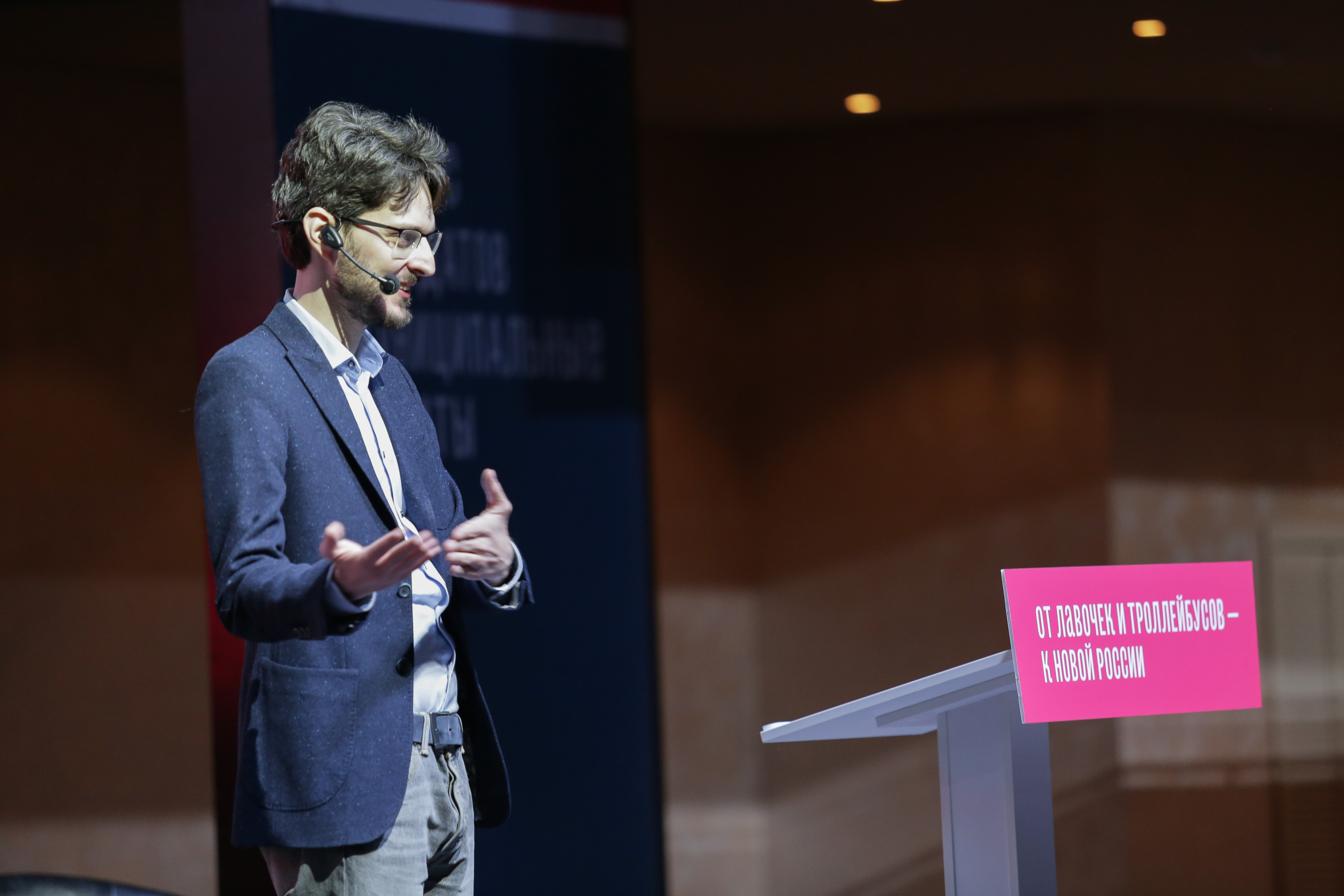
Кац на конгрессе кандидатов в муниципальные депутаты проекта «Объединённые демократы», 2017

В марте 2017 года Кац вместе с Дмитрием Гудковым учредили проект «Объединённые демократы», также известный как «политический Uber», призванный избрать демократически настроенных москвичей муниципальными депутатами на сентябрьских выборах. Сайт, созданный Кацем и Гудковым, помогал кандидатам пройти регистрацию, собрать подписи, объединиться в команды, печатать агитационные материалы и собирать деньги на избирательные счета. По итогам выборов 10 сентября 2017 года «Объединённым демократам» удалось провести в муниципальные собрания 266 человек из 1052 кандидатов. Комментируя результаты выборов для «Яблока», Григорий Явлинский назвал Каца «эффективным союзником» и отметил привлечение интереса молодёжи к выборам. Позже, в январе 2018 года, Дмитрий Гудков разорвал сотрудничество с Кацем из-за разногласий относительно «Яблока» и проекта по наблюдению за выборами.
19 октября 2018 года Кац был назначен начальником штаба петербургского «Яблока» на муниципальных выборах в 2019 году. В штаб поступило около 1800 заявок на выдвижение, проводился строгий отбор кандидатов по их политическим взглядам. После голосования Кац отмечал, что происходили фальсификации итогов выборов. В результате кампании депутатами избраны 99 человек в 31 округе города.
В 2019 году участвовал в руководстве избирательными кампаниями в Московскую городскую думу Дарьи Бесединой и Анастасии Брюхановой, сотрудниц «Городских проектов». Анастасия Брюханова была одной из кандидаток, недопуск до регистрации которых вызвал массовые протесты в Москве. Дарья Беседина была зарегистрирована, и её команда собрала более 18 млн рублей с помощью фандрайзинга. Дарья была поддержана умным голосованием Алексея Навального и смогла выиграть выборы, став депутатом Московской городской думы.
В 2021 году Кац стал главой избирательного штаба Анастасии Брюхановой на выборах в Государственную думу. Под руководством Каца были собраны 17 тысяч подписей, из которых для подачи в комиссию были отобраны максимально возможные по закону 15941. По итогам проверки бракованных подписей оказалось около 1 %, и кандидатку зарегистрировали. Одновременно с этим штаб вёл кампанию помощника Дарьи Бесединой Петра Карманова в Московскую городскую думу. Сбор средств на обе кампании проводился фандрайзингом на ежедневных прямых трансляциях на YouTube-каналах Максима Каца и Дарьи Бесединой, в сумме было собрано около 69,2 миллионов рублей. Оба кандидата от штаба лидировали после подсчёта бумажных бюллетеней, однако проиграли выборы из-за дистанционного электронного голосования.

#### Президентские выборы 2024 года
Выступил против бойкота российских выборов, в том числе президентских выборов 2024 года.
6 декабря 2023 года Кац поддержал выдвижение Екатерины Дунцовой в президенты. После отказа Дунцовой в регистрации инициативной группы Кац записал видеоролик в поддержку Бориса Надеждина, в котором призвал россиян оставить подпись за его выдвижение. Надеждина также поддержали Майкл Наки, Михаил Ходорковский и Любовь Соболь, впоследствии к штабам кандидата образовались очереди из желающих подписаться.
5 марта 2024 года, после того как ЦИК отказала Надеждину в регистрации, Кац опубликовал видеоролик, в котором призвал россиян голосовать на президентских выборах за кандидата от «Новых людей» Владислава Даванкова. Кац объяснил это тем, что Даванков ведёт кампанию под лозунгом «За мир». Стратегию сделать бумажный бюллетень недействительным Кац считает тоже хорошей и приемлемой, однако более сложной для привлечения нейтральных людей, поэтому, обращаясь к широкой аудитории, он отдаёт предпочтение агитации за Даванкова. Такая позиция вызвала споры в российской оппозиции. Так, политолог Аббас Галлямов говорил про «неадекватные попытки превратить Даванкова в символ антивоенного движения». С Кацем не соглашались и представители ФБК, которые делали акцент на акции «Полдень против Путина».

### Конфликты с Алексеем Навальным
После выборов мэра Москвы 2013 года глава штаба Леонид Волков положительно оценил работу своего заместителя Каца. Через три года после кампании Волков заявил, что Кац был уволен из штаба за неделю до выборов из-за угроз Каца обратиться в правоохранительные органы в случае противоправных действий других работников штаба. По версии Каца, никакого увольнения не было. В мае 2016 года Алексей Навальный назвал Каца «непорядочным человеком и просто проходимцем», исключил возможность какого-либо дальнейшего взаимодействия и сотрудничества. Вскоре после этого Екатерина Патюлина, бывшая глава интернет-отдела штаба Навального и будущая супруга Каца, рассказала о конфликте между Кацем и Волковым, утверждая, что настоящей причиной конфликта были сексуальные домогательства по отношению к ней со стороны женатого Волкова.
В сентябре 2014 года, незадолго до выборов в Московскую городскую думу, в распоряжении издания The Insider появилась СМС-переписка Каца. На её основе издание проверило ряд утверждений, в частности, о «сливах» информации мэрии во время мэрской кампании Навального и о финансировании мэрией предвыборной кампании самого Каца (подтверждений в обоих случаях не нашлось). Кроме того, на основании этой же переписки издание сделало вывод о поддержке Кацем некоторых инициатив главы департамента транспорта Москвы Максима Ликсутова (в частности, переноса реконструкции Ленинского проспекта и повышения цены проезда в метро). Также в этой переписке Кац упрекал Навального в саботаже инициированного Кацем митинга «За честные суды» с участием жён и родственников политзаключенных. Помимо этого, в статье упоминался конфликт Навального и Ликсутова, которого Навальный обвинил в незакрытых офшорных счетах, Ликсутов в ответ подал на Навального в суд, Кац же занял в конфликте сторону Ликсутова.
15 июня 2020 года на YouTube-канале Майкла Наки состоялись дебаты между Алексеем Навальным и Максимом Кацем. Политики спорили о том, что стоит делать на голосовании за поправки в Конституцию России. Навальный обвинял своего оппонента во лжи и манипуляциях, и утверждал, что голосовать против поправок бессмысленно, так как итог предрешён, а поход на участок может стать смертельно опасным из-за разгара пандемии COVID-19. Кац настаивал на том, что необходимо прийти на выборы и выразить свой протест. В итоге оппоненты признали, что их позиции не сильно расходятся.
30 сентября 2023 года Кац выпустил ролик, в котором заявил о необходимости создания оппозиционной коалиции в преддверии президентских выборов 2024 года. Он предложил Марии Певчих и Леониду Волкову, а также Михаилу Ходорковскому встретиться 8 октября в Лондоне, чтобы обсудить совместные действия. В своём ролике Кац предложил зрителям призывать команду Навального присоединиться к коалиции. Певчих заявила, что соратники Алексея Навального этого делать не будут, назвала призыв Каца встретиться в Лондоне «забиванием стрелки». Как утверждала Мария Певчих, после ролика Максима Каца ей начали присылать во всех соцсетях грубые сообщения и требования, похожие на шантаж. Она назвала это «спам-атакой», которую организовал сам Кац. Леонид Волков ответил Максиму Кацу, что «хорошее дело» не начинается «со спам-атак», «сталкинга и агрессии», а также «лжи и манипуляций в каждом слове». Алексей Навальный, находившийся в тюрьме, написал письмо, где критиковал Каца и его позицию по выборам, заявив: «Идите к чёртовой матери со своими коалициями». По мнению Навального, это «имитация деятельности» и «фальшивка». После публикации письма Кац записал ему ответ, в котором заявил, что выборов в России «вообще нет», тем не менее, призвал прийти на них, чтобы «показать, что Путина никто не поддерживает».

### Конфликты с ФБК после смерти Алексея Навального
В апреле 2024 года Максим Кац назвал сериал ФБК «Предатели» «фильмом-агиткой формата НТВ про лихие 90-е, где обвинения перемешаны с небольшим количеством общеизвестных фактов, где надёргана только та информация, которая подтверждает позицию, и полностью проигнорирована вся остальная».
У Навального был один подход к медиаматериалам, у Марии Певчих другой. Доказательная расследовательская журналистика сменилась публичным прокурорством и объяснением, кто предатель, а кто нет. Но почему нельзя было открыть канал «Мария Певчих» и выкладывать это там?Максим Кац о сериале «Предатели»
В феврале 2025 года Фонд борьбы с коррупцией опубликовал ролик, согласно которому созданное женой Максима Каца Екатериной Патюлиной и блогером Ильёй Варламовым агентство «Авторские медиа» сотрудничает с «ВКонтакте» (в частности, получило в 2024 году 30 млн рублей за привлечение в соцсеть YouTube-блогера Мамикса, а годом ранее — почти 20 млн рублей за эксклюзивное размещение восьми роликов блогера Хаймана в сообществе в «ВК». За 2023 год «Авторские медиа» получило от «ВКонтакте» и связанных с соцсетью юридических лиц 46 млн рублей, за 2024 год — 44 млн рублей), «Национальной Медиа Группой» (через принадлежащее маркетинговое агентство по продвижению блогеров Hype Agency Hype Agency заказывает рекламу банковских карт Газпромбанка, нейросети Сбербанка и магазина приложений RuStore) и «Газпром-медиа» (реклама федерального проекта министерства просвещения «Профессионалитет»). При этом «Авторские медиа» ведут дела не через указанное на сайте юридическое лицо, а «через личное ИП Екатерины Патюлиной». В беседе с «Meduza» Кац отказался обсуждать текущие российские дела, но заявил, что его жена уже не является владелицей «Авторских медиа».

#### Расследование о хищениях в «Пробизнесбанке» (2024)
Летом 2024 года Максим Кац обвинил ФБК в политическом покровительстве «жуликам» из «Пробизнесбанка» в обмен на сотни тысяч долларов. Обвинение строилось вокруг фигуры бывшего банкира Александра Железняка, который был связан с ФБК. Кац заявил, что экс-банкир, которого защищает ФБК, вывел средства вкладчиков и присвоил их себе. Он сделал акцент на взаимоотношениях Железняка и Леонида Волкова и подчеркнул, что: 
Навальный вполне мог быть не в курсе, что партнёры ФБК такие жулики, а Мария Певчих, ставшая руководительницей ФБК, теоретически может быть тоже не причастна ко всей схеме отмазывания банкиров в европейских судах и получению от них крупных пожертвований.
 Волков отверг причастность Желязняка к руководству ФБК и заявил, что тот не виновен в краже денег вкладчиков банка. Леонид Волков считает, что такими обвинениями Кац мстит «Навальному и ФБК за унижение увольнением из штаба летом 2013 года». Главный редактор издания «Проект» Роман Баданин обвинил Максима Каца и Алексея Венедиктова в защите интересов бывшего олигарха Владимира Гусинского, у которого, по словам Баданина, имеется финансовый конфликт с Железняком.
2 октября 2024 года Кац выпустил двухчасовое расследование о деле банкиров Александра Железняка и Сергея Леонтьева. В ролике утверждается, что Железняк и Леонтьев занимались хищением средств вкладчиков с 2011 до 2015 года. Кац заявил, что Железняк и Леонтьев пытаются «отмыть» свою репутацию за границей, в том числе с помощью ФБК. В ФБК не согласились с обвинениями и пообещали ответить на них. Расследование получило неоднозначные реакции среди российских оппозиционеров.
25 октября 2024 года ФБК выпустил ответ, назвав расследование ложью. В частности его члены обвинили Максима Каца в манипуляции фактами и сокрытии невыгодных ему данных, которые противоречат выводам его расследования. По их словам, из изученных ими банковских проводок следует, что как минимум 80 %-85 % средств, выведенных в указанные в расследовании офшорные компании, связанные с «Пробизнесбанком», были возвращены обратно с процентами. ФБК также отверг обвинения в «отмывании репутации» Железняка и Леонтьева. По словам его членов, роль Железняка в американском юрлице ФБК ограничивается технической функцией казначея. При этом сам Железняк работал на волонтёрских началах и «не принимает участия ни в обсуждении, ни в принятии решений относительно деятельности фонда». В этот же день банкир объявил, что покидает пост казначея Anti-Corruption Foundation. Он заявил, что расследование Каца «построено на лжи, манипуляции и подлоге», а его имя «цинично смешали с грязью для того, чтобы нанести урон репутации ФБК».
Сам Кац после выхода ответа ФБК назвал «удивительным позором», что фонд, по его мнению, решил «отмывать репутацию банкстеров до конца».

### Деятельность на YouTube
Кац является автором и ведущим одноимённого YouTube-канала. На нём ежедневно выходят ролики на актуальные общественно-политические темы, в частности, опровергающие заявления российской пропаганды. До начала вторжения России в Украину ролики набирали 300—400 тысяч просмотров в день, с началом вторжения число просмотров выросло до 1—2 миллионов. Со слов Каца, это связано с тем, что он освещает события «как есть», не следуя ограничениям российской цензуры.
Со 2 марта 2020 по 3 мая 2025 года канал вырос с 13 800 до 2 430 000 подписчиков. Число просмотров составляет 1,372 миллиарда.
С 1 по 6 сентября 2020 года по информации самого Каца статистика его YouTube-канала составила 35 % зрителей из Белоруссии (в июле только 12 %).
В августе 2024 года в редакции канала Каца работало 34 человека, на что уходило около 100 тысяч долларов в месяц.

## Личная жизнь
6 мая 2020 года женился на предпринимательнице Екатерине Патюлиной. Патюлина ранее учредила совместно с другом Каца Ильёй Варламовым ООО «Авторские медиа» и стала его генеральным директором, коммерческим директором блога «Варламов.ру», состоит в партии «Яблоко».
3 мая 2022 года у пары родилась дочь Валерия. 13 июня 2024 года родилась дочь Александра.

## Кац в культуре
Максиму Кацу посвящены комплиментарные песни групп «АлоэВера» («Слушаю Каца») и «Долбушина и Пугач» («Я — Беларус»).

## Биографическая видеография
- Первое публичное выступление М.Е. Каца в качестве депутата в 2012 году.
- Биографическая программа о М.Е.Каце на сайте Радио Свобода.
- М.Е.Кац о своей депутатской и политической деятельности в России.